# Simon Janssen
Simon Janssen (Venlo, 25 september 2000) is een Nederlands voetballer die doorgaans speelt als linksback, maar ook inzetbaar is als linkshalf.

## Clubcarrière
Janssen werd bij SV Blerick gescout door VVV-Venlo waar hij zijn jeugdopleiding kreeg en in de voorbereiding van het seizoen 2018/19 werd overgeheveld naar de selectie van het eerste elftal. Op 25 september 2018, zijn 18e verjaardag, maakte de Blerickenaar zijn debuut namens VVV in een officiële wedstrijd. Janssen kwam in het veld als invaller voor Tino-Sven Sušić in het met 0-3 gewonnen bekerduel bij Westlandia. Nog geen drie maanden later maakte hij ook zijn eredivisiedebuut, als invaller voor Evert Linthorst in een uitwedstrijd bij Feyenoord. Op 18 april 2019 tekende hij een tweejarig contract bij VVV met een optie voor nog een jaar. Drie maanden later mocht hij de Jan Klaassens Award in ontvangst nemen, de jaarlijkse onderscheiding voor het grootste talent van de club. Eind maart 2021 werd de optie in zijn aflopende contract gelicht, zodat Janssen nog tot 1 juli 2022 onder contract staat bij de Venlose club. Op 7 december 2021 verlengde de club zijn contract met twee jaar tot medio 2024, met een eenzijdige optie tot verlenging met nog een jaar. Pas tijdens zijn vijfde profseizoen scoorde Simon Janssen zijn eerste competitiedoelpunt. Op 17 februari 2023 was hij tijdens een uitwedstrijd FC Dordrecht met een 1-2 in blessuretijd tevens matchwinner. Janssen speelde op 13 augustus 2023 zijn honderdste competitiewedstrijd. Daarin scoorde hij én werd verkozen tot 'Man of the Match'. Desalniettemin verloor VVV die thuiswedstrijd met 1-3 van MVV Maastricht. Eind maart 2024 maakte de club bekend dat de eenzijdige optie in zijn aflopende contract werd gelicht, zodat Janssen nog tot medio 2025 verbonden zou blijven aan de club. Na afloop van dat contract besloot Janssen op zoek te gaan naar een nieuwe club.

## Clubstatistieken
| 2018/19                           | VVV-Venlo | Eredivisie     | 1   | 0 | 1  | 0 | — | — | 2   | 0 |
| 2019/20                           | VVV-Venlo | Eredivisie     | 7   | 0 | 0  | 0 | — | — | 7   | 0 |
| 2020/21                           | VVV-Venlo | Eredivisie     | 19  | 0 | 4  | 0 | — | — | 23  | 0 |
| 2021/22                           | VVV-Venlo | Eerste divisie | 36  | 0 | 1  | 0 | — | — | 37  | 0 |
| 2022/23                           | VVV-Venlo | Eerste divisie | 36  | 1 | 2  | 0 | 4 | 0 | 42  | 1 |
| 2023/24                           | VVV-Venlo | Eerste divisie | 37  | 2 | 1  | 0 | — | — | 38  | 2 |
| 2024/25                           | VVV-Venlo | Eerste divisie | 32  | 2 | 1  | 0 | — | — | 33  | 2 |
| Totaal                            | Totaal    | Totaal         | 168 | 5 | 10 | 0 | 4 | 0 | 182 | 5 |
| Bijgewerkt tot en met 10 mei 2025 |           |                |     |   |    |   |   |   |     |   |